# San Antonio (Toro)
San Antonio también conocido como “Remanso de Paz del Norte del Valle” es uno de los tres principales centros poblados del municipio de Toro (Valle del Cauca), en Colombia. 

## Geografía
Ubicado en el norte del Valle del Cauca, en la margen izquierda del río Cauca, en la vertiente oriental de la cordillera occidental, a 950 m s. n. m. hace límite entre los municipios de La Unión y Toro.  Posee un clima seco y cálido, con una temperatura promedio de 23 °C; tiene aproximadamente  700  habitantes; 92 hectáreas de su terreno están destinadas a la agricultura. Está surcado por la quebrada “La Chica”.

## Límites
Al norte limita con el centro poblado Bohío, al sur  con el municipio de La Unión, al oriente con la cabecera municipal de Toro, y al occidente con el Río Cauca.

## Economía
La principal actividad económica la constituye el cultivo de la uva, el maracuyá, los cítricos, hortalizas, algodón y maíz, entre otros.

## Generalidades
Por la proximidad al río Cauca, y a  las quebradas La Chica, La Grande y San Lázaro, es común la práctica de la pesca; también se practica la caza.
Villorrio campestre, dista dos kilómetros del casco urbano del municipio; se comunica con Toro y La Unión por una frondosa avenida de samanes sembrados desde 1929 por el ilustre educador don Emilio Rivera Padilla y la Hermana María, religiosa de la comunidad de La Providencia de Toro. Se caracteriza por su abundante arborización, lo que contrasta agradablemente con su cálido clima.
Sus vías principales son pavimentadas, posee  los servicios básicos de energía, acueducto, alcantarillado, teléfono y televisión por cable. Cuenta con una escuela pública de educación básica primaria, centro de salud, hogar infantil adscrito al ICBF, caseta comunal, plazuela central, capilla y canchas de fútbol y baloncesto, además de amplias zonas verdes.
Por lo agradable y sano de su ambiente, lo pacífico de  sus habitantes, la solidaridad y amistad que allí se encuentra, por la pujanza de sus líderes y el apreciable progreso del centro poblado, se ha convertido en un sitio preferido para el descanso y la tranquilidad de quienes se quieren alejar del bullicio de las grandes ciudades.